# Ithobaäl I
Ithobaäl of Ethbaäl was koning van Tyrus van 887 tot 856 v.Chr. Tijdens zijn regering breidde Tyrus zijn macht uit over het gehele zuiden van Fenicië, onder meer Sidon kwam onder het gezag van Tyrus. Ook werden de oudst bekende kolonies van Tyrus in zijn tijd gesticht: Auza op een onbekende plaats op de kust van Noord-Afrika, en Botrys (het huidige Batroun) nabij Byblos.
Ithobaäl onderhield nauwe betrekkingen met koning Achab van Israël. Zijn dochter Izebel trouwde met Achab, en wordt veel genoemd in de Bijbel. Ook de archeologie geeft aan dat er vanaf deze tijd een grote Fenicische invloed is in Samaria.